# Derg
El Derg (amhàric: ደርግ; literalment ‘comitè’ o ‘consell’ en les llengües etiòpiques) fou la junta militar etíop que va pujar al poder el 1974 després de la caiguda de l'emperador Haile Selassie i que va governar directament el país fins al 1987, per continuar després fent-ho de facto -fins al 1991- sota cobertura d'un règim constitucional republicà.
Durant el seu lideratge es va lluitar la Guerra Civil d'Etiòpia. La seva figura dirigent fou el coronel Mengistu Haile Mariam, president del Derg (1977-1987) i del país (1987-1991).
El maig de 1991, l'aliança antiderg entre el Front Popular d'Alliberament de Tigre i l'EPRDF finalment va obtenir el control; primer, el Front Democràtic Revolucionari Popular Etíop va prendre Addis Abeba i, després, pocs dies després, el Front d'Alliberament del Poble Eritreu va guanyar el control d'Asmara. Després de la caiguda del Derg, l'EPRDF al juliol va establir un govern de transició que hauria d'haver conduït Etiòpia cap a la democràcia.